# ماک (خوراکی)

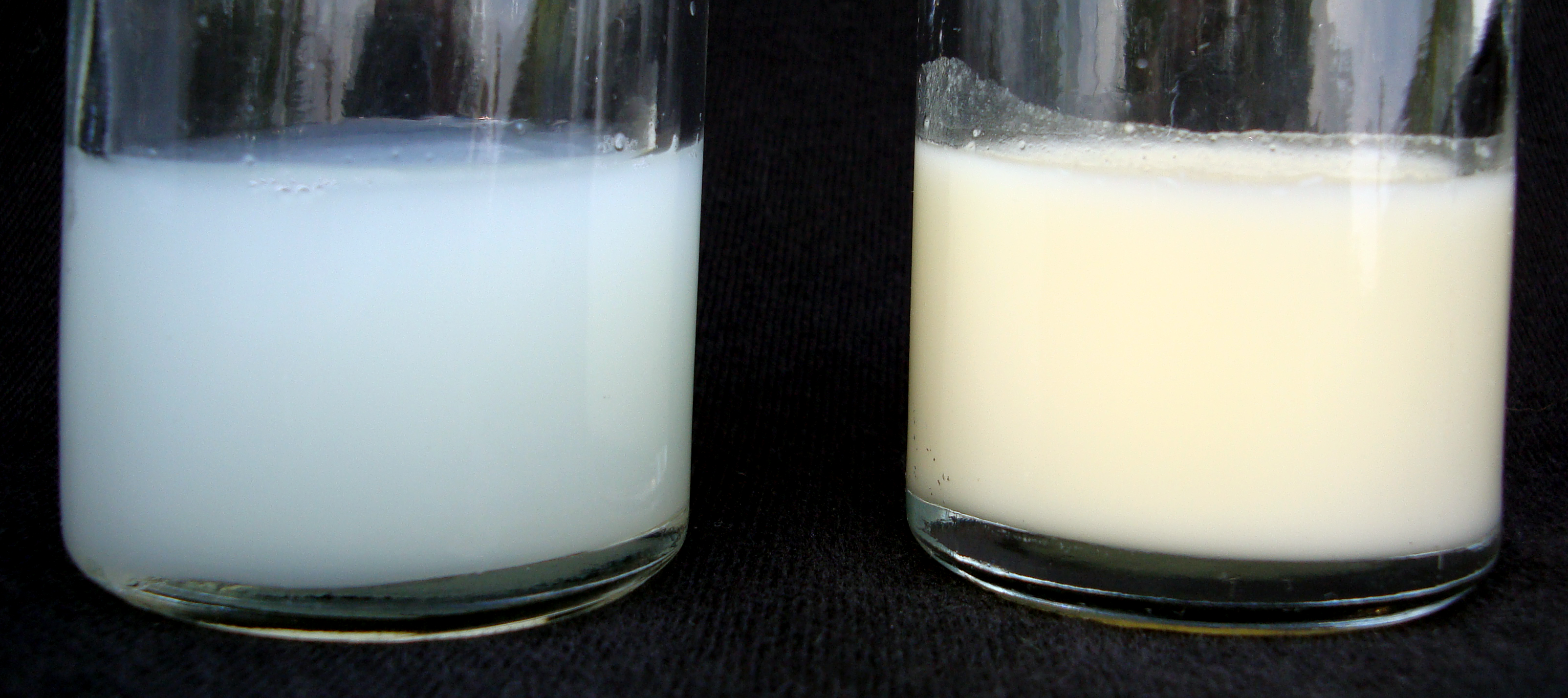
دو نمونه ۲۵ میلی‌لیتری از شیر پستان انسان: نمونه سمت چپ ماک، شیر رقیقی که از پستان پر می‌آید. سمت راست شیری است که از پستان تقریباً خالی گرفته شده است.

ماک نخستین شیری است که پستان مادر بلافاصله پس از زایمان تولید می‌کند، معمولاً در چند روز اول بعد از تولد. این شیر غلیظ، زردرنگ و بسیار مغذی است و با شیر معمولی فرق دارد. ماک سرشار از پادتن‌ها، پروتئین‌ها، ویتامین‌ها و مواد ایمنی‌بخش است که به نوزاد کمک می‌کند بدنش را در برابر بیماری‌ها محافظت کند، مخصوصاً در روزهایی که دستگاه ایمنی‌اش هنوز کامل رشد نکرده. به زبان ساده، ماک نخستین واکسن طبیعی بدن نوزاد است.
به ماک، شیرماک، پَله، آغوز، آغُز، شیرِ مادهٔ نوزائیده، ماک، شیرماک، پَله، پَلّه، فَله، فَلّه، فُرش، فُرشه، زِهَک، گورماست، لبا، کنف و همچنین نخستین شیر گفته می‌شود، و در انگلیسی به آن Colostrum (کُلستروم) گفته می‌شود.
ماک در انسان به در هنگام نخستین شیردهی به عنوان نخستین چیزی است که نوزاد انسان می‌خورد بنابراین، ماده‌ای حیات‌بخش برای حمایت اولیه از سیستم ایمنی آن‌ها با محتوایی شامل پروتئین‌های لاکتوفرین، مواد معدنی، ویتامین‌ها، آنزیم‌ها و دیگر فاکتورهای مهم رشد می‌باشد.

## ماک انسان
نوزادها دارای دستگاه گوارشی بسیار کوچکی هستند و ماک مواد مغذی را در قالبی بسیار متمرکز به بدن آن‌ها می‌رساند. این اثر ملین خفیفی است که محرک نخستین مدفوع نوزاد می‌باشد که به نام مامیزه شناخته می‌شود. این حالت بیلی‌روبین اضافی که محصول زائد مرده سلول‌های قرمز خون است و در بدو تولد به علت کاهش حجم خون در مقادیر زیاد تولید می‌شود را از بدن نوزاد زدوده و کمک در جلوگیری از زردی یا یرقان می‌کند.
ثابت شده که ماک حاوی پادتن‌هایی به نام ایمونوگلوبولین‌ها مانند IgA ,IgG و IgM در پستانداران است. IgA از طریق اپیتلیوم روده جذب می‌شود، از طریق خون حرکت می‌کند و بر روی نوع دیگر ۱ سطوح مخاط ترشح می‌کند. این‌ها جزئی از اجزای اصلی دستگاه ایمنی تطبیقی هستند. دیگر اجزای دستگاه ایمنی از ماک شامل اجزای اصلی دستگاه ایمنی ذاتی، مانند لاکتوفرین، لیزوزوم، لاکتوپراکسیدز، مکمل‌ها، و پرولین-غنی پولیپپتدید می‌باشند.[واژه‌نامه ۱]
تعدادی سایتوکاین (پپتیدهای پیام‌رسان کوچکی که کنترل عملکرد سیستم ایمنی بدن را بر عهده دارند) نیز در کلستروم یافت می‌شوند، از جمله اینترلوکین‌ها، تومور نکروسیس فاکتور، کموکینز و دیگر سایتوکاینها است. کلستروم همچنین حاوی تعدادی از عوامل رشد، از جمله فاکتورهای رشد شبه انسولین یک، و دوم، عوامل رشد آلفا، بتا ۱ و بتا ۲، عوامل رشد فیبروبلاست، فاکتور رشد اپیدرمی، فاکتور محرک رشد گرانولوسیت ماکروفاژ، عامل رشد پلاکت اشتقاقی، ژن فاکتور رشد اندوتلیال عروقی و عامل تحریک‌کننده پرکنه می‌باشد.[واژه‌نامه ۲]
ماک شیری بسیار غنی از پروتئین، ویتامین ای و کلرید سدیم اما حاوی مقادیر پایین‌تری از کربوهیدرات‌ها، لیپید‌ها و پتاسیم نسبت به شیر معمولی است. بیشترین اجزای فعال زیستی در ماک عوامل رشد و ضد میکروبی آن است. آنتی‌بادی‌های آن عوامل رشد و عوامل ضد میکروبی می‌باشند، از سوی دیگر عوامل تحریک رشد آن، به توسعه شکمی کمک می‌کند. آن‌ها به نوزاد می‌رسند و نخستین حفاظت را در مقابل عوامل بیماری‌زا فراهم می‌کند.